# Verbandsgemeinde Brohltal
Brohltal is een verbandsgemeinde in het Duitse district Ahrweiler in de Duitse deelstaat Rijnland-Palts. Het gemeentehuis staat in Niederzissen. Een bezienswaardigheid in de gemeente is de Laacher See.

## Gemeenten
1. Brenk
2. Burgbrohl
3. Dedenbach
4. Galenberg
5. Glees
6. Hohenleimbach
7. Kempenich
8. Königsfeld
9. Niederdürenbach
10. Niederzissen
11. Oberdürenbach
12. Oberzissen
13. Schalkenbach
14. Spessart
15. Wassenach
16. Wehr
17. Weibern